# Тренчова махала (Мазарачево)
Тренчова махала (или Ленище) е махала на село Мазарачево, община Кюстендил, област Кюстендил.

## История
Ленище е старото име на махалата. От 1940 г. до днес е известна като Тренчова махала, по името на Трендафил Митов, преселник от с. Зли Дол, Босилеградско. До 1938 г. там живеят 3 рода – семействата на Костадин Манов, на Мано и Давидко Христови и на Трендафил Митов. Мано и Давидко Христови и техните деца се преселват в Северна България, а Костадин Манов и синовете му Стефан и Владимир Костадинови в махала „Селото“, с. Мазарачево. Така в селото остава единствено родът на Трендафил Митов. Той произхожда от Босилеградския край от селото Зли дол, тогава част от България. За неговия баща дядо Мито почти нищо не е известно. Братя на Трендафил са Заре и Милан, за които също няма сведения.
Най-ранният фамилен извор свързан с Трендафил Митов от Босилеградския край е войнишка снимка от 26.02.1900 г. Тогава Босилеград е старо българско селище и въпреки сръбските претенции през 1905 г. съставът на населението в Босилеградско е 99,5% – българи и 0,5% -други. Информацията за Трендафил Митов е оскъдна. Роден е през 60-те години на XIX век. Разказваните за него истории сред местните са различни. Някои го определят като заможен човек с голяма челяд, а други го представят като трудолюбив човек, който напуска своя роден край в търсене на по-добро препитание.
По онова време сиромашията в Кюстендилското Краище е голяма, работа не се намира, грамотността е рядко срещана. Тогава се разчува, че Княжеството има намерение да прокара железопътна линия от Кюстендил до Гюешево. Проектът за построяването е поет от командитното дружество „Иван Златин“ с участието на български и чуждестранни инженери. Самият проект открива множество работни места, едно от които заема Трендафил Митов. Така следващата година той се преселва в село Мазарачево при своя семейна позната Злата Алексова, където среща своята съпътница в живота, в лицето на нейната дъщеря - Стамена Алексова. Двамата сключват брак, а Трендафил изкупува от своята тъща една малка къща с земя в местността Ленище, намираща се в сърцето на днешната Тренчова махала. За това свидетелства фрагментарно запазен договор от 20.05. 1904 г. Така се поставят основите на познатата днес Тренчова махала.
Трендафил Митов има 2 сина – Стоичко и Асен. Те получават начално образование в близкото с. Мазарачево. Асен е записан като чирак при известния кюстендилски дърводелец Никола Митрев. Така той усвоява важен занаят, който развива до края на живота си. Негови наследници са Борис и синът му Кирил. Понеже бащината къща е малка, братята започват да се замислят за самостоятелен дом. Започват да строят къщите си до бащиния имот. По този начин се обособява бъдещата Тренчова махала.